# Paramecium
Paramecium é um género bem conhecido de protozoários ciliados, com dimensões entre 50 e 300 micrômetros, dependendo das espécies. O corpo dos paramécios é coberto de cílios simples, mas o sulco oral (a "boca") contém pequenos cílios orais compostos, que são típicos da ordem Peniculida. As paramécias habitam em ambientes de água doce, salobra e marinha, e também são facilmente encontradas em poças d'água e em locais com água parada. Pode ingerir cerca de 5.000.000 leveduras em 24 horas.

## Fisiologia do Paramecium

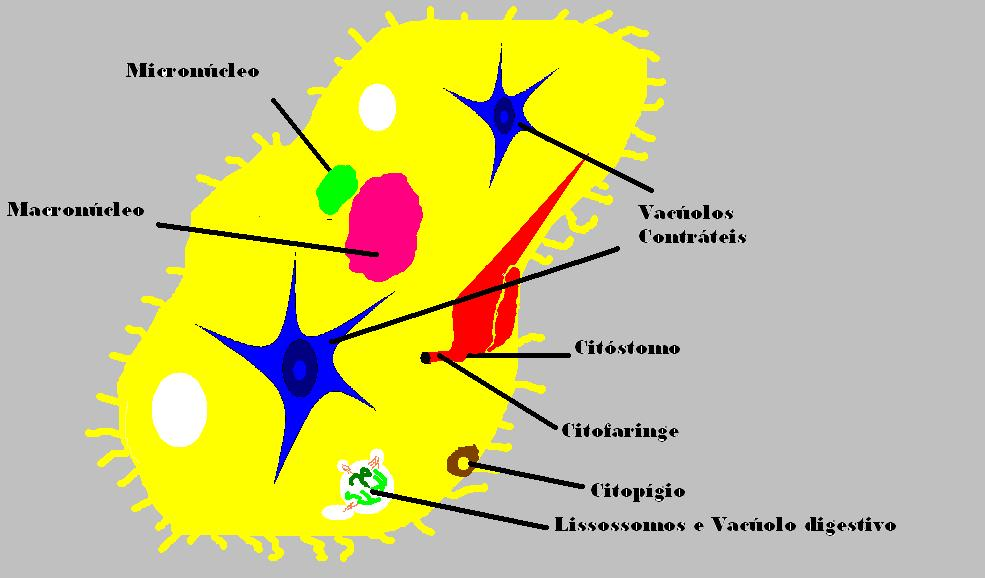
Esquema de Paramecium

O Paramecium, como protozoário cilíado tem características peculiares a serem definidas. Por exemplo, além de os cílios ajudarem na sua locomoção, são também usados para trazer alimentos para dentro do citóstoma onde serão fagocitados após passar pela citofaringe.
Os organismos citoplasmáticos contituintes do Paramecium são:
- Vacúolo contrátil: É responsável pela osmorregulação interna dos protozoários e está presente principalmente nas espécies de água doce. Uma vez que o Paramecium é de água doce, e ele é hipertônico em relação ao exterior, o vacúolo contrátil é usado para retirar o excesso de água no interior por meio de poros.
- Citóstoma: A entrada de alimentos ocorre pelo citóstoma, onde há cílios que se mexem para trazer a matéria orgânica para dentro do ser. É uma espécie de "boca" dos protozoários.
- Citofaringe: Após passar pelo citóstoma, há um curto canal denominado citofaringe que da ligação com o interior do paramecium. pode ser associada à faringe.
- Macronúcleo: É um núcleo especializado em controlar o metabolismo celular do paramecium.
- Micronúcleo: É responsável pela conjugação sexual, ou seja, ele se relaciona com a reprodução sexuada.
- Citopígio: Poro que serve para clasmocitose no Paramecium.

## Reprodução
O paramécio tem reprodução sexuada realizada por meio de conjugação, que se dá em etapas.
Primeiro os paramécios ligam-se pelos citóstomas.
O macronúcleo dos dois paramécios degeneram, e os seus micronúcleos(2n) por meio de meiose geram quatro novos micronúcleos haploides.
Desses oito novos micronúcleos formados, seis se degeneram, sobrando apenas um em cada paramécio. Logo esses que sobraram sofrem mitose e geram dois, que são trocados pelos paramécios entre si por meio do citóstoma.
Dentro do paramécio esses micronúcleos juntam-se formando a ploidia 2n novamente. Os paramécios separam-se.
Depois disso, os micronúcleos sofrem duas mitoses sucessivas, que geram quatro micronúcleos diploides. Dois desses desenvolvem para Macronúcleos, e dois continuam sendo o que eram. A célula sofre bipartição gerando dois paramécios e finalizando o processo sexuado.
O processo assexuado é simples. Ocorre por meio de cissiparidade ou bipartição, ou seja o paramécio duplica seus núcleos e se divide, gerando cópias de si.
A reprodução por divisão leva cerca de duas horas.

## Forma de locomoção
O Paramecium é um himenostomado. 
É um livre-natante de águas estagnadas (encontrado em água doce e fundos lodosos onde há matéria orgânica em decomposição), de movimentos rápidos por causa dos cílios. 
A corrente continua de água que os cílios provocam também se envolve na sua alimentação, que se compõe de algas e bactérias microscópicas, ou, algumas poucas gotas de leite por dia. 

## Lista de especies
O género Paramecium foi descrito pela primeira vez no século XVIII, mas a divisão em espécies ainda não está completamente esclarecida - por exemplo, P. aurelia foi recentemente dividida em 14 espécies. A lista seguinte contém espécies geralmente reconhecidas:
- P. aurelia Ehrenberg, 1838
- P. bursaria (Ehrenberg) Focker, 1836
- P. calkinsi Woodruff, 1921
- P. caudatum Ehrenberg, 1838
- P. duboscqui Chatton and Brachon, 1933
- P. jenningsi Diller & Earl, 1958
- P. multimicronucleatum Powers & Mitchell, 1910
- P. nephridiatum von Gelei, 1925
- P. polycaryum Woodruff, 1923
- P. putrinum Claparede & Lachmann, 1858
- P. trichium Stokes, 1885
- P. woodruffi Wenrich, 1928

## Cultura de paramécio
São criados em recipientes de vidros ou garrafas de 2 L, com certa facilidade, em culturas com folhas de alface ou de couve, secas ao sol, em infusão na água, se possível estagnada. 
Vive em média 13 dias. São o alimento inicial ideal para alevinos.